# Röhrenbach (Dolní Rakousy)
Röhrenbach je obec v okrese Horn v rakouské spolkové zemi Dolní Rakousy.

## Geografie
Obec Röhrenbach leží ve Waldviertelu (Lesní čtvrti) v Dolních Rakousích. Plocha obce zaujímá 25,11 kilometrů čtverečních. 16,74 % plochy je zalesněno.

### Katastrální území
- Feinfeld
- Germanns
- Gobelsdorf
- Greillenstein
- Neubau
- Röhrenbach
- Tautendorf
- Winkl

### Sousední obce
Od severu ve směru hodinových ručiček.
- Brunn an der Wild na severu
- St. Bernhard-Frauenhofen na východě
- Altenburg na jihovýchodě
- Pölla na jihu
- Allentsteig na západě

## Historie
Podle archeologických nálezů bylo místo osídleno již v mladší době kamenné.
V Dolních Rakousích ležící místo má dějiny stejně proměnlivé, jako jsou dějiny celého Rakouska.
První zmínka o osídlení „Germmanns“ pochází z roku 1139 a „Neubau“ z roku 1285.
Katastrální území Feinfeld bylo poprvé v dokumentech zmíněno v roce 1180 a od roku 1414 je v držení Kuefsteinerů.

### Vývoj počtu obyvatel
- 1971 774
- 1981 681
- 1991 602
- 2001 582

## Politika
Starostou obce je Mag. Gernot Hainzl, vedoucí kanceláře Karl Krippel.
V obecních volbách konaných v roce 2010 bylo 15 křesel podle získaných mandátů obsazeno stranou ÖVP.

## Kultura a pamětihodnosti
- Zámek Greillenstein postavený v letech 1570 až 1590 ve Weinviertelu je ojedinělou stavbou renesance. Před stavbou se čtyřmi křídly je rozlehlá krajinná zahrada. Zámek poskytoval přístřeší pro slavné rakouské umělce, jako je malíř Anton Romako (1832-1889) nebo spisovatelé např. Franz Grillparzer (1791-1872). Zámek zůstal ušetřený od totální zkázy od švédských, francouzských, pruských a ruských vojsk. Od roku 1959 je na zámku stálá výstava, přístupná veřejnosti.
- Farní kostel Panny Marie - kostel je v podstatě v románském slohu a byl goticky a barokně přestavován. V kapli je krypta hrabat Kuefsteinschenů a vyzdobil ji freskou Paul Troger (1698-1762).
- Severovýchodně od Feinfeld je z 16. století zřícenina hradu.

## Hospodářství a infrastruktura
Nezemědělských pracovišť bylo v roce 2001 17, zemědělských a lesnických pracovišť bylo v roce 1999 zjištěno 86. Počet výdělečně činných obyvatel v místě bydliště bylo v roce 2001 250, tj. 44,32 %.